# سالي مايلز
سالي مايلز (بالإنجليزية: Sally Miles)‏ هو لاعب كرة قدم أمريكية أمريكي، ولد في 21 يونيو 1879، وتوفي في 2 مايو 1966.

## وصلات خارجية
- سالي مايلز على موقع قاعة فرجينيا للمشاهير الرياضية (الإنجليزية)